# Waldemar Magnusson

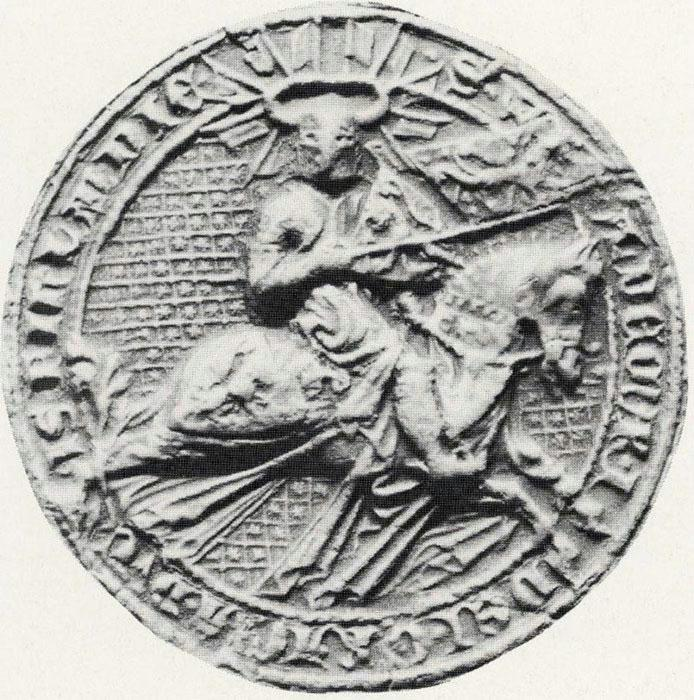
Zegel van Waldemar, hertog van Finland

Waldemar Magnusson (1280/83-1318) was een Zweedse prins, hertog van Finland en mogelijke troonopvolger van Zweden.

## Levensloop
Waldemar was de derde zoon van koning Magnus I van Zweden en koningin Helvig van Holstein. Bij de troonsbestijging van zijn oudere broer koning Birger I van Zweden, werd Waldemar tot hertog van Finland benoemd. Rond dezelfde tijd huwde Waldemar met Kristina, een dochter van Torgils Knutsson, kanselier en regeringsleider van Zweden tijdens de minderjarigheid van koning Birger.
In december 1305 werd Torgils gearresteerd en in februari 1306 werd hij geëxecuteerd. Waldemar scheidde onmiddellijk van zijn vrouw omdat hij beweerde dat ze geestelijk verwant waren. Torgils was zijn peetoom en hij en zijn vrouw waren gelijkertijd gedoopt en waren volgens hem dus "doopsbroer- en zus". In het najaar van 1312 vond er een dubbel huwelijk plaats. Waldemar trouwde met Ingeborg Eriksdottir van Noorwegen, de dochter van Erik II van Noorwegen en diens tweede vrouw Isabel Bruce. Tegelijk trouwde zijn broer Erik Magnusson met Ingeborg van Noorwegen, dochter van koning Haakon V van Noorwegen. in 1316 kregen Valdemar en Ingeborg een zoon, die jong overleed.   
Waldemar raakte samen met zijn broer Erik Magnusson in strijd met hun broer koning Birger, deze strijd resulteerde in het complot van het Banket van Nyköping, waar beide broers gevangen werden genomen en waarschijnlijk omkwamen van de honger.